# Кривичі (Мінська область)
Кривичі (біл. Крывічы) — селище міського типу в Мядельському районі Мінської області Білорусі.
Розташоване на річці Сервач, за 39 км від Мяделя, 139 км від Мінська, за 3 км від пасажирського залізничного зупинного пункту Кривичі на лінії Полоцьк — Молодечно. Населення — 3,8 тис. чол. (2006).

## Економіка
Підприємства харчової промисловості.

## Відомі люди
- 30 серпня 1804 року у Кривичах народився Олександер Ходзько — дипломат і філолог; польський поет і перекладач.